# 张桂华 (1976年)
张桂华（1976年9月—），女，汉族，河北乐亭人，中华人民共和国政治人物。武汉水利电力大学（今武汉大学）毕业。

## 生平
1996年12月加入中国共产党。1999年7月，毕业于武汉水利电力大学后，任荆州市长江河道管理局计划科干部。2001年12月，任共青团荆州市委副书记。2005年12月，任共青团荆州市委书记。2006年10月，任中共荆州市荆州区委副书记、代理区长（2007年1月当选区长）。2007年11月，任共青团湖北省委副书记。2010年7月，任十堰市副市长。2011年11月，任中共随州市委副书记、市委党校校长。2012年8月，任共青团湖北省委书记。2021年3月，任中共宜昌市委副书记（正厅长级）、市委政法委书记。
2023年2月，任湖北省乡村振兴局党组书记、局长。2024年1月，出任湖北省农业农村厅厅长。